# Ousmane Doumbia
Ousmane Doumbia (Adjamé, 21 maggio 1992) è un calciatore ivoriano, centrocampista del Lugano.

## Biografia
È fratello minore di Seydou Doumbia, anch'egli calciatore.

## Caratteristiche tecniche
È un mediano.

## Carriera
Cresciuto nel settore giovanile dell'Athlétic d'Adjamé, nel 2013 approda in Europa firmando con gli svizzeri del Servette; debutta fra i professionisti il 1º settembre 2013 in occasione dell'incontro di Challenge League vinto 4-1 contro il Lugano. Al termine della stagione viene acquistato a titolo definitivo dal club granata.
Nel 2017 viene ceduto all'Yverdon, club militante in terza divisione, dove rimane per sei mesi prima di passare al Winterthur, dove rimane per tre stagioni e mezza, realizzando 13 reti in 96 presenze fra campionato e coppa nazionale.
Nel 2020 viene acquistato dallo Zurigo, compagine con cui debutta in Super League il 4 novembre in occasione dell'incontro vinto 1-0 contro il Basilea.

## Statistiche
Statistiche aggiornate al 27 marzo 2025.

### Presenze e reti nei club
| Stagione        | Squadra         | Campionato      | Campionato | Campionato | Coppe nazionali | Coppe nazionali | Coppe nazionali | Coppe continentali | Coppe continentali | Coppe continentali | Altre coppe | Altre coppe | Altre coppe | Totale | Totale | Totale |
| Stagione        | Squadra         | Comp            | Pres       | Reti       | Comp            | Pres            | Reti            | Comp               | Pres               | Reti               | Comp        | Pres        | Reti        | Pres   | Reti   |        |
| --------------- | --------------- | --------------- | ---------- | ---------- | --------------- | --------------- | --------------- | ------------------ | ------------------ | ------------------ | ----------- | ----------- | ----------- | ------ | ------ | ------ |
| 2013-2014       | Servette        | ChL             | 28         | 4          | CS              | 1               | 0               |                    | -                  | -                  |             | -           | -           | 29     | 4      |        |
| 2014-2015       | Servette        | ChL             | 22         | 2          | CS              | 0               | 0               |                    | -                  | -                  |             | -           | -           | 22     | 2      |        |
| 2015-2016       | Servette        | 1L              | 15         | 2          | CS              | 0               | 0               |                    | -                  | -                  |             | -           | -           | 15     | 2      |        |
| 2016-2017       | Servette        | ChL             | 22         | 0          | CS              | 0               | 0               |                    | -                  | -                  |             | -           | -           | 22     | 0      |        |
| 2017-gen. 2018  | Yverdon         | 1L              | 6          | 0          | CS              | 0               | 0               |                    | -                  | -                  |             | -           | -           | 6      | 0      |        |
| gen.-giu. 2018  | Winterthur      | ChL             | 18         | 0          | CS              | 0               | 0               |                    | -                  | -                  |             | -           | -           | 18     | 0      |        |
| 2018-2019       | Winterthur      | ChL             | 32         | 5          | CS              | 3               | 1               |                    | -                  | -                  |             | -           | -           | 35     | 6      |        |
| 2019-2020       | Winterthur      | ChL             | 34         | 4          | CS              | 5               | 0               |                    | -                  | -                  |             | -           | -           | 39     | 4      |        |
| ago.-ott. 2020  | Winterthur      | ChL             | 3          | 3          | CS              | 1               | 0               |                    | -                  | -                  |             | -           | -           | 4      | 3      |        |
| ott. 2020-2021  | Zurigo          | SL              | 30         | 0          | CS              | 0               | 0               |                    | -                  | -                  |             | -           | -           | 30     | 0      |        |
| 2021-2022       | Zurigo          | SL              | 35         | 0          | CS              | 2               | 0               |                    | -                  | -                  |             | -           | -           | 37     | 0      |        |
| Totale Zurigo   | Totale Zurigo   | Totale Zurigo   | 65         | 0          |                 | 2               | 0               |                    | -                  | -                  |             | -           | -           | 67     | 0      |        |
| 2022-2023       | Lugano          | SL              | 35         | 2          | CS              | 5               | 0               | UECL               | 2                  | 1                  |             | -           | -           | 42     | 3      |        |
| 2023            | Chicago Fire    | MLS             | 11         | 0          | USOC            | 0               | 0               |                    | -                  | -                  | LC          | 3           | 0           | 14     | 0      |        |
| gen.-giu. 2024  | Lugano          | SL              | 8          | 2          | CS              | 2               | 0               |                    | -                  | -                  |             | -           | -           | 10     | 2      |        |
| 2024-2025       | Lugano          | SL              | 26         | 0          | CS              | 3               | 0               | UCL+UEL+UECL       | 2+4+6              | 0+0+2              |             | -           | -           | 41     | 2      |        |
| Totale Lugano   | Totale Lugano   | Totale Lugano   | 69         | 4          |                 | 10              | 0               |                    | 14                 | 3                  |             | -           | -           | 93     | 7      |        |
| Totale carriera | Totale carriera | Totale carriera | 325        | 24         |                 | 22              | 1               |                    | 14                 | 3                  |             | 3           | 0           | 364    | 28     |        |

## Palmarès

### Club

#### Competizioni nazionali
- Promotion League: 1

Servette: 2015-2016
- Campionato svizzero: 1

Zurigo: 2021-2022